# Pedreda (Lugo)
Pedreda (llamada oficialmente San Vicente de Pedreda) es una parroquia y una aldea española del municipio de Lugo, en la provincia de Lugo, Galicia.

## Organización territorial
La parroquia está formada por nueve entidades de población:

### Entidades de población
Entidades de población que forman parte de la parroquia:
- Abuín
- Albarello
- Astrar
- Chabián (Chavián)
- Cima de Vila
- Outeiro
- Pedreda
- Torre (A Torre)

### Despoblado
Despoblado que forma parte de la parroquia:
- Laxe (A Laxe)

## Demografía

### Parroquia
| Gráfica de evolución demográfica de Pedreda (parroquia) entre 2000 y 2020 |
|                                                                           |
| Datos según el nomenclátor publicado por el INE.                          |

### Aldea
| Gráfica de evolución demográfica de Pedreda (aldea) entre 2000 y 2020 |
|                                                                       |
| Datos según el nomenclátor publicado por el INE.                      |